# Дзингудзи
Дзингудзи (яп. 神宮寺 дзингу:дзи, храм-святилище) — буддийский храм при синтоистском святилище в Японии. Возведение дзингудзи соответствовало синкретической концепции симбуцу сюго.

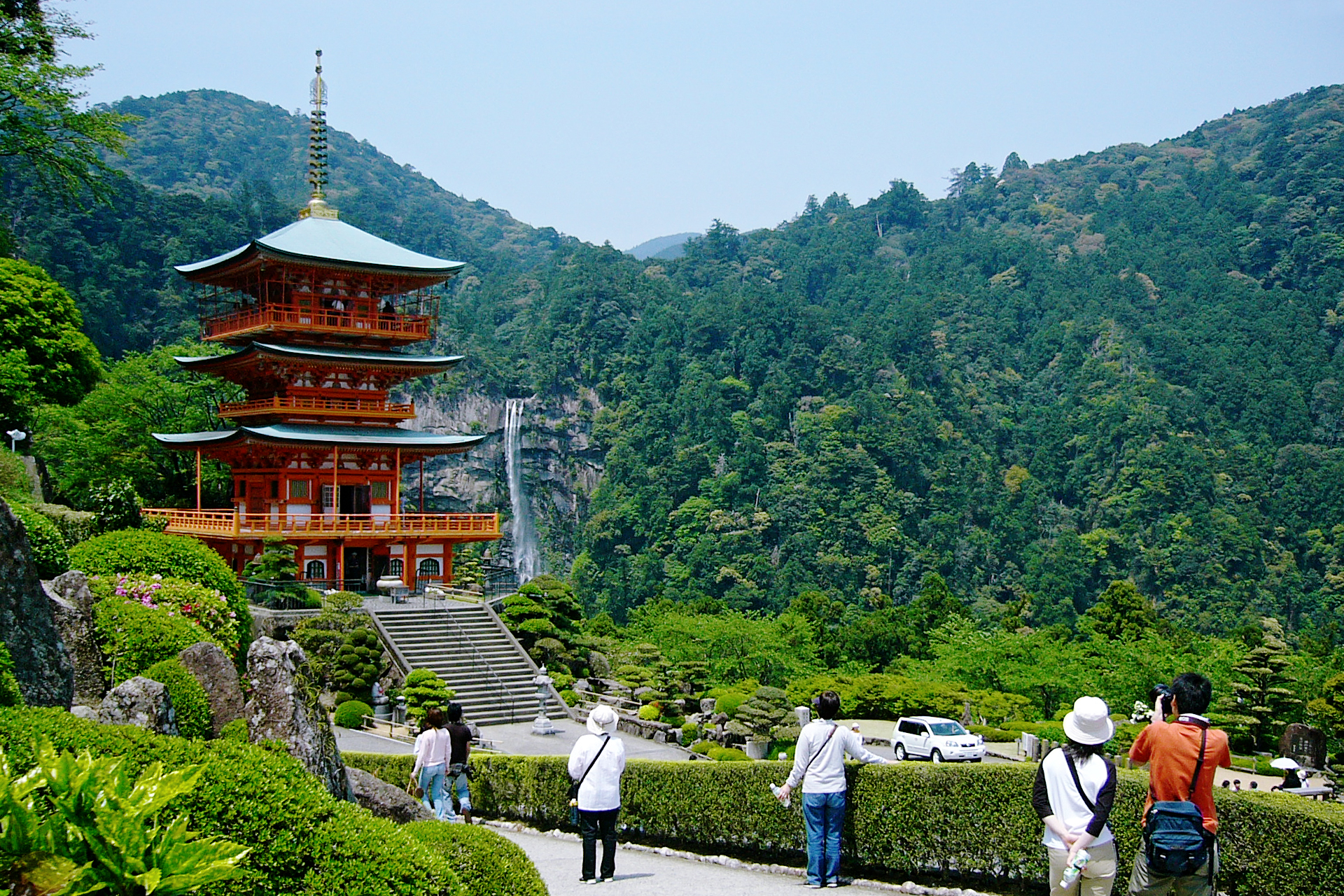
Сэйганто-дзи, один из немногих сохранившихся дзингудзи

Возведение буддистских храмов, посвящённых ками, началось в VII веке и упоминается в сборнике Нихон рёики. Первые храмы, названные дзингудзи и связанные с конкретным святилищем, появились веком позже (первый из них, Кэхи дзингудзи, был основан в 715 году). В конце эпохи Нара, в правление регента Сётоку, императорский двор определил буддийский храм Окасэдэра в провинции Исэ как дзингудзи святилища Исэ.
Первые подобные храмы основывали буддийские монахи, которые верили, что подобным образом помогают тем, кто переродился как ками, освободиться от страданий. Например, странствующий монах Манган основал храмы в Касиме и Тадо. На местах их поддерживали настоятели святилищ и знатные рода.
В эпоху Хэйан появился иной тип комплексов, называемый миядэра (яп. 宮寺). Эти комплексы брали за пример административную модель буддистского монастыря — они находились под управлением буддийских монахов (сясё), чьи посты были наследственными, им позволялось вступать в брак. Синтоистские священнослужители играли подчиненную роль. Как правило, под влиянием буддизма дары местным ками были только растительными. Примерами миядэра служат Ивасимидзу Хатиман-гу и Китано Тэммангу, а также многие святилища, связанные с культом гор.
В результате политики симбуцу бунри (размежевание синто и буддизма) в эпоху Мэйдзи большинство таких комплексов были ликвидированы, в число немногих сохранившихся дзингудзи входят Вакасахико-дзиндзя и Сэйгантодзи в Кумано-Нати-тайся.